# Prêmio Rodrigo Melo Franco de Andrade
O Prêmio Rodrigo Melo Franco de Andrade  é um prêmio instituído pelo governo do Brasil e promovido pelo Instituto de Patrimônio Histórico e Artístico Nacional.

## História
Foi criado em 1987 como láurea atribuída aos autores, instituições e ou trabalhos que tenham contribuído para ação de preservação do patrimônio cultural do Brasil.  
A premiação recebeu a denominação em homenagem ao fundador do Iphan, o advogado, jornalista e escritor Rodrigo Melo Franco de Andrade. 

### Finalidade
De acordo com o IPHAN, a premiação: "prestigia, em caráter nacional, as ações de preservação do patrimônio cultural brasileiro que, em razão da originalidade, vulto ou caráter exemplar, mereçam registro, divulgação e reconhecimento público".